# Сискок (Калифорнија)
Сискок (енгл. Sisquoc) насељено је место без административног статуса у америчкој савезној држави Калифорнија.

## Демографија
По попису из 2010. године број становника је 183.
|                   | 2010.        | 2000.      |
| Укупно            | 183 (100,0%) | 0 (0,000%) |
| Белци             | 109 (59,56%) | 0 (0,000%) |
| Хиспаноамериканци | 58 (31,69%)  | 0 (0,000%) |
| Остали            | 13 (7,104%)  | –          |
| Азијати           | 3 (1,639%)   | 0 (0,000%) |
| Афроамериканци    | 0 (0,000%)   | 0 (0,000%) |